# Rino André Hansen
Rino André Hansen (Fredrikstad, 14 marzo 1970 – Fredrikstad, 20 novembre 2024) è stato un calciatore norvegese, di ruolo portiere.

## Carriera

### Club
Hansen giocò nello Østsiden, prima di passare al Moss. Nel campionato 1995, il club conquistò la promozione nella Tippeligaen, così il 14 aprile 1996 poté esordire nella massima divisione norvegese. Difese infatti i pali della squadra nella sconfitta per 0-1 contro il Bodø/Glimt. Il club retrocesse a fine stagione. Il 14 settembre 1997 segnò una rete, nella vittoria per 5-0 sullo Harstad.
Passò poi al Fredrikstad, dove rimase per due stagioni. Si trasferì infatti al Sarpsborg Sparta, per poi tornare allo Østsiden nel 2007.